# Ataka (film)
Ataka (Атака) è un film del 1986 diretto da Igor' Nikolaev.

## Trama
Il film parla di un diplomato di una scuola di carri armati che sceglie Karakum, convinto che sarà più facile sul campo di battaglia che a scuola.